# Cruzen Island
Cruzen Island ist eine felsige und größtenteils verschneite Insel vor der Ruppert-Küste des westantarktischen Marie-Byrd-Lands. Sie liegt 80 km nordnordöstlich der Mündung des Land-Gletschers.
Wissenschaftler der United States Antarctic Service Expedition (1939–1941) entdeckten sie während eines Überfluges im Jahr 1940. Namensgeber ist Richard Harold Cruzen (1897–1970), Kommandant der USS Bear und stellvertretender Leiter der Forschungsreise.
Das topographische Kartenblatt der United States Geological Survey von 1967 verzeichnet eine Kolonie von Adeliepinguinen.